# قلعه خیبر (تپه خیبر)
قلعه خیبر (تپه خیبر) مربوط به دوران پیش از تاریخ ایران باستان است و در شهرستان روانسر، جلگه ماهیدشت واقع شده و این اثر در تاریخ ۱۹ تیر ۱۳۴۸ با شمارهٔ ثبت ۸۵۴ به‌عنوان یکی از آثار ملی ایران به ثبت رسیده است.

## مُهر کتیبه‌دار
در کاوش‌های باستان شناسی سال ۱۳۹۷ در تپه خیبر روانسر، مهر استوانه‌ای کتیبه‌داری به خط میخی کشف شد. در ۲۰ دی ۱۳۹۹ مدیرکل میراث فرهنگی، صنایع دستی و گردشگری استان کرمانشاه از ثبت این مُهر در فهرست آثار ملی خبر داد.